# Ameboide

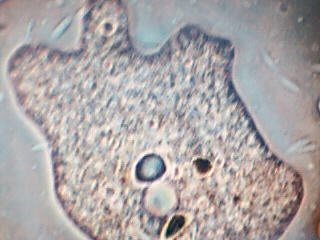
Ameba (Amoeba).

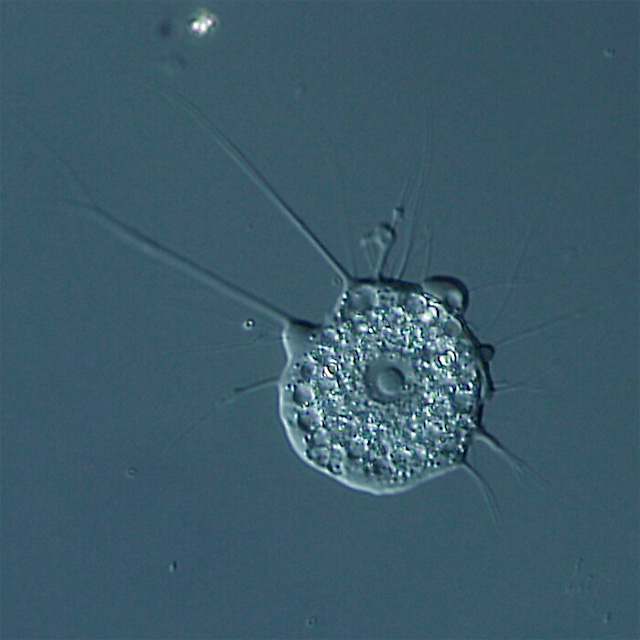
Cristidiscoidea (Nuclearia).

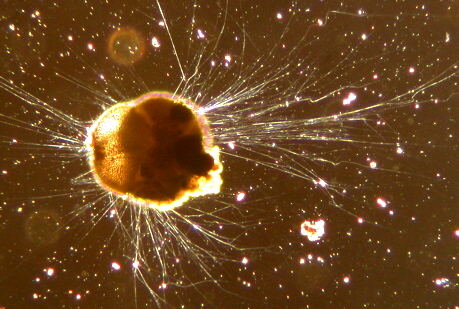
Foraminífer (Ammonia tepida).

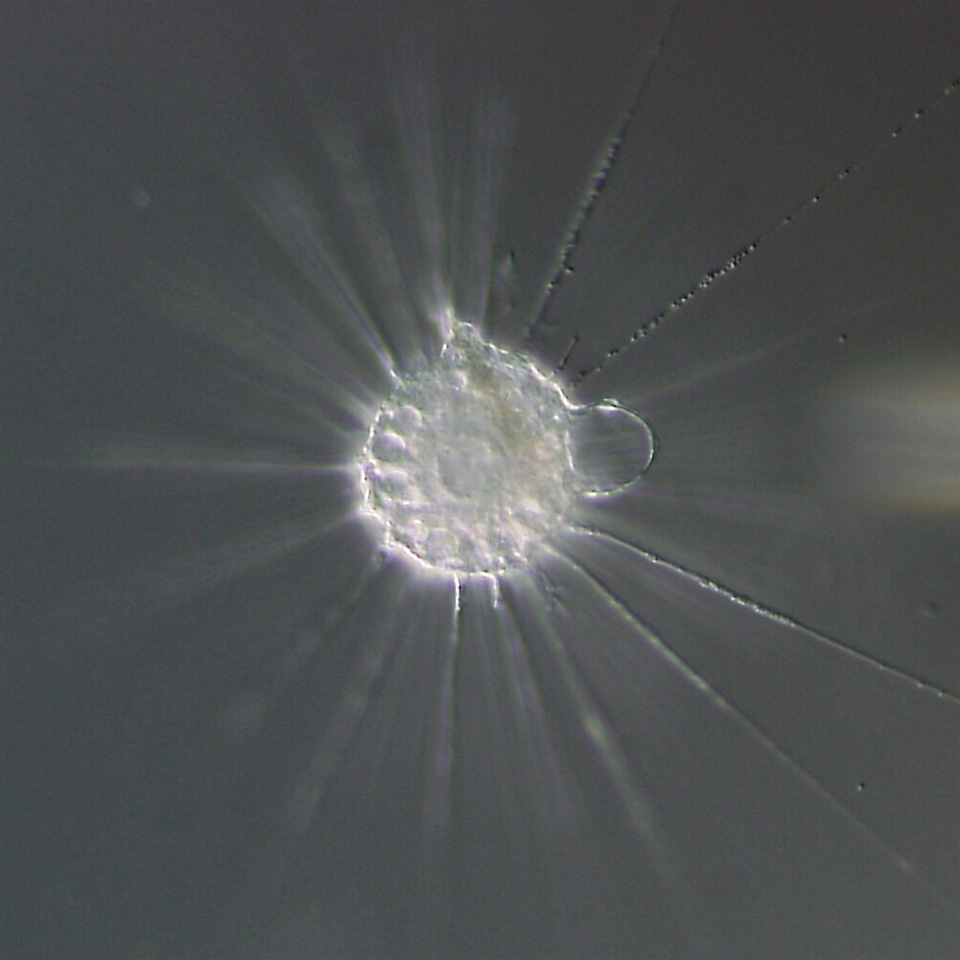
Heliozou (Actinophrys sol).

Ameboide és un terme que es refereix a les cèl·lules que es mouen o alimenten mitjançant projeccions temporals anomenades pseudòpodes (falsos peus). Aquest tipus de cèl·lules apareix en diversos grups d'organismes. Algunes cèl·lules d'animals pluricelul·lars poden ser ameboides, per exemple els leucòcits de la sang humana. Molts protists existixen com cèl·lules ameboides individuals, o prenen aquesta forma en alguna etapa del seu cicle vital. El més conegut dels organismes ameboides és Amoeba proteus.
Els ameboides es poden dividir en diverses categories morfològiques segons la forma i estructura dels seus pesudòpodes: actinòpodes, rizòpodes (subdividits en amebes loboses, filoses i reticuloses).